# NGC 7011
NGC 7011 је група звезда у сазвежђу Лабуд која се налази на NGC листи објеката дубоког неба.
Деклинација објекта је + 47° 21' 17" а ректасцензија 21h 1m 50,0s. Привидна величина (магнитуда) објекта NGC 7011 износи 13,0. NGC 7011 је још познат и под ознаком „mini Hyades“.